# Черкаська загальноосвітня школа № 7
Черкаська загальноосвітня школа I-III ступенів № 7 — загальноосвітній навчальний заклад у місті Черкаси.
Профіль школи — технологічний, суспільно-гуманітарний, філологічний, універсальний.
Поглиблене вивчення — «Ораторське мистецтво», «Культура мовного спілкування», «Мистецтво живого слова», «Православні чесноти української родини», «Молодь на роздоріжжі», «Школа проти СНІДу», «Екологія міста», «Географія рідного краю», «Логіка», «Інформатика», «Зорова поезія»

## Історія

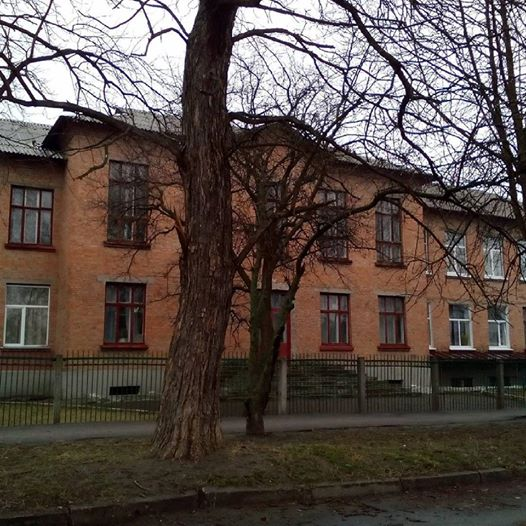
Старий корпус

Школа була відкрита 1962 року і спочатку була восьмирічною, а з 1975 року її було перетворено на середню загальноосвітню. 1982 року було збудовано новий триповерховий корпус. За всю історію навчального закладу керівниками школи було всього 4 директори:
- 1962—1964 — Галета Ілля Григорович
- 1964—1991 — Задувайло Павло Платонович
- 1991—2000 — Сєніна Людмила Андріївна
- з 2000 — Середа Юрій Васильович

У 2013—2014 навчальному році школа брала участь у виставці «Сучасні заклади освіти 2014», у 2014—2015 навчальному році — у Всеукраїнському конкурсі на найкращий вебсайт навчального закладу, де посіла 3 місце.

## Структура
У школі працює педагогічний колектив, що складається із 44 учителів. З них 8 мають звання «учитель-методист», 13 — звання «старший учитель», 28 осіб мають вищу категорію, 5 — першу категорію, 4 — другу категорію.
Навчальний заклад має 2 спортивних зали на 125 осіб, їдальню, бібліотеку, музей оборони міста Черкаси. Працюють кабінети інформатики, підключений до Інтернету, методичний кабінет, бухгалтерія, психолог та соціальний педагог. Матеріальна база має також мультимедійний проектор для забезпечення більш ефективного навчального процесу учнів.